# Франсіс К'єреме
Франсіс К'єреме (англ. Francis Kyeremeh, нар. 23 червня 1997) — ганський футболіст, півзахисник боснійського клубу «Сараєво». Виступав також за низку ганських і закордонних клубів. Триразовий чемпіон Литви та дворазовий володар Кубка Литви. Володар Кубка Боснії і Герцеговини.

## Ігрова кар'єра
У професійному футболі Франсіс К'єреме дебютував 2014 року виступами за команду «Бронг Ахафо Старз», в якій грав до 2015 року. У 2015 році ганський півзахисник перейшов до сербського клубу «Ягодина». Протягом 2016—2019 років футболіст грав у іншому сербському клубі «Радник» (Сурдулиця). Протягом 2019 року К'єреме грав у складі ізраїльського клубу «Хапоель» (Тель-Авів).
У 2020 році ганський футболіст перейшов до складу литовського клубу «Жальгіріс», у складі якого грав до кінця 2022 року. У складі вільнюської команди К'єреме тричі поспіль ставав чемпіоном Литви та двічі поспіль володарем Кубка Литви.
На початку 2023 року ганський півзахисник став гравцем боснійського клубу «Сараєво». У складі команди в сезоні 2024—2025 років футболіст став володарем Кубка Боснії і Герцеговини.

## Титули і досягнення
- Чемпіон Литви (3):

«Жальгіріс»: 2020, 2021, 2022
- Володар Кубка Литви (2):

«Жальгіріс»: 2021, 2022
- Володар Кубка Боснії і Герцеговини (1):

«Сараєво»: 2024–2025